# Setodes transvaalensis
Setodes transvaalensis är en nattsländeart som först beskrevs av Jacquemart 1963.  Setodes transvaalensis ingår i släktet Setodes och familjen långhornssländor. Inga underarter finns listade i Catalogue of Life.